# Partščina
Partščina, znana tudi kot arsakidska pahlavščina in pahlavanik, je izumrli antični severozahodnoiranski jezik, ki so ga govorili v Partiji, severovzhodni pokrajini antičnega Partskega cesarstva.
Bila je uradni državni jezik Partskega cesarstva (248 pr. n. št. – 224 n. št.).

## Klasifikacija
Partski jezik je spadal v zahodno skupino srednjeiranskih jezikov, ki je imel zaradi stikov s sosednjimi jeziki tudi nekaj značilnosti vzhodnoiranskih jezikov. Vpliv je opazen predvsem v izposojenkah. Nekaj sledov vzhodnega vpliva se je ohranilo tudi v partskih izposojenkah v armenskem jeziku.
Taksonomsko spada v skupino severozahodnih iranskih jezikov, medtem ko srednjeperzijski jezik spada v skupino jugozahodnih iranskih jezikov.

## Knjižna partščina
Besedila v partskem jeziku so se pisala v pahlavijski pisavi, ki je imela dve temeljni značilnosti: izpeljana je bila iz aramejske pisave in jezika ahemenidske državne pisarne (cesarska aramejščina), poleg tega pa je vsebovala veliko aramejskih besed,  ideogramov in logogramov, imenovanih hozwārishn (arhaizmi), ki so jih razumeli kot partske (arsakidska pahlavščina).
Partski jezik je bil jezik stare satrapije Partije, ki se je uporabljal na arsakidskem dvoru. Glavni vir podatkov o Partih je nekaj ohranjenih napisov v Nisi in Hekatompilu, manihejska besedila, sasanidski večjezični napisi in ostanki partske književnosti v srednjeperzijskem jeziku, ki je nasledil partščino.  Pomembno vlogo v rekonstrukciji partščine imajo manihejska besedila, napisana kmalu po propadu Partskega cesarstva. Manihejski spisi ne vsebujejo ideogramov.

## Ostanki
Med ostanke zapisov v partskem jeziku spadajo:
- črepinje iz leta 100 pr. n. št., najdene v Nisi in drugih mestih ob južni meji sedanjega Turkmenistana
- črepinje iz 1. stoletja pr. n. št., najdene v provinci Semnan v vzhodnem Iranu
- pergament iz 1. stoletja pr. n. št. iz Havramana v Iranskem Kurdistanu
- napisi na kovancih arsakidskih kraljev iz 1. stoletja n. št.
- dvojezični napis v Selevkiji na Tigrisu iz leta 150-151 n. št.
- napis zadnjega partskega kralja Artabana V. v Susi iz leta 215
- nekaj dokumentov iz 3. stoletja, ki so jih odkrili v Dura-Europosu na Evfratu
- napis v Kal-e Jangalu v južnem Horasanu iz prve polovice 3. stoletja
- napisi zgodnjih sasanidskih kraljev in duhovnikov, med njimi  Ka‘ba-je Zardošt pri Širazu in  Pajkuli v Iraškem Kurdistanu
- obširen korpus manihejskih spisov brez ideogramov

## Izumrtje
Leta 224 je lokalni vladar Parsa Ardašir I. odstavil zadnjega partskega kralja  Artabana IV. in sam zasedel njegovo mesto. Utemeljil je četrto iransko in drugo perzijsko vladarsko dinastijo – Sasanidsko cesarstvo. Partski jezik je zamenjala srednja perzijščina, ki je v pisni obliki znana kot sasanidska pahlavščina. Partščina kljub temu ni takoj izumrla, kar dokazuje nekaj dvojezičnih napisov iz sasanidskega obdobja.